# Неврома
Невро́ма — це пухлина або патологічний ріст нерва.
Найчастіше з'являються після травми, тобто мають посттравматичний генез (ампутації кінцівки). Можуть також виникати внаслідок генетичних аномалій та входити до складу синдрому МЕН2Б.
Неврому супроводжує сильний біль, що загострюється при натисканні та навіть легкому дотику в ділянці її локалізації. При обережній пальпації іноді вдається виявити під шкірою невеликі щільні, дуже болючі вузлики або одну круглу пухлину розміром з головку шпильки до розмірів вишневої кісточки. Шкіра на культі витончена, м'язи атрофовані.

## Лікування
Склеротерапія: введення хімічно чистого етилового спирту у периферійний відрізок нерву, на кінці якого є неврома. Якщо хворобливі відчуття не зникають, роблять операцію — розсічення невроми та обробка кінця пошкодженого нерва етиловим спиртом або розчином формаліну.